# Albert Sercu
Albert Sercu, né le 26 janvier 1918 à Bornem et mort le 24 août 1978 à Roulers, est un coureur cycliste belge. Professionnel de 1940 à 1952, il a remporté le Circuit Het Volk et a été vice-champion du monde sur route en 1947. Il est le père de Patrick Sercu.

## Palmarès
- 1939
  - Lille-Bruxelles-Lille
  - 2e étape du Tour de Belgique indépendants
- 1941
  - 3e du Championnat des Flandres
  - 3e du Grand Prix Briek Schotte
- 1942
  - 2e du championnat de Belgique sur route
- 1943
  - 2e du Tour des Flandres
  - 5e de Paris-Roubaix
- 1945
  - Circuit des monts flandriens
  - Circuit de Flandre centrale
  - 2e du Grand Prix de la ville de Vilvorde
  - 2e du Tour des Flandres
  - 2e du Circuit de Belgique
  - 3e de Bruxelles-Ingooigem
- 1946
  - Circuit du Houtland-Torhout
  - Bruxelles-Izegem
  - 4e et 6e étapes du Tour de Belgique
  - Omloop van de Westkust
  - 2e du Championnat des Flandres
  - 3e de Tielt-Anvers-Tielt
- 1947
  - Nokere Koerse
  - À travers la Belgique
  - Circuit Het Volk
  - 1re et 3e étapes du Tour de Belgique
  - Bruxelles-Izegem
  - Grand Prix de la ville de Vilvorde
  - 2e du Grand Prix de l'Escaut
  - 2e du championnat du monde sur route
  - 2e du Circuit des Trois Provinces (Avelgem)
  - 3e de Paris-Tours
- 1948
  - Circuit des régions flamandes
  - 2e de Paris-Bruxelles
- 1950
  - 3e et 10e étapes du Tour du Maroc
  - 3e du Circuit du Houtland
- 1951
  - Champion d'Europe de l'américaine (avec Valère Ollivier)